# Gaffel (skak)
 For alternative betydninger, se Gaffel. (Se også artikler, som begynder med Gaffel)
|   | a  | b  | c  | d  | e  | f  | g  | h  |   |
| 8 | a8 | b8 | c8 | d8 | e8 | f8 | g8 | h8 | 8 |
| 7 | a7 | b7 | c7 | d7 | e7 | f7 | g7 | h7 | 7 |
| 6 | a6 | b6 | c6 | d6 | e6 | f6 | g6 | h6 | 6 |
| 5 | a5 | b5 | c5 | d5 | e5 | f5 | g5 | h5 | 5 |
| 4 | a4 | b4 | c4 | d4 | e4 | f4 | g4 | h4 | 4 |
| 3 | a3 | b3 | c3 | d3 | e3 | f3 | g3 | h3 | 3 |
| 2 | a2 | b2 | c2 | d2 | e2 | f2 | g2 | h2 | 2 |
| 1 | a1 | b1 | c1 | d1 | e1 | f1 | g1 | h1 | 1 |
|   | a  | b  | c  | d  | e  | f  | g  | h  |   |

En gaffel i skak er taktisk element, hvor der foretages et træk, som medfører, at den trukne brik truer to eller – i sjældnere tilfælde – flere brikker på en gang. Da kun én af disse kan flyttes (eller dækkes), resulterer en gaffel typisk i, at den anden truede brik bliver slået i det følgende træk. Gafler er almindeligt forekommende i skakspil, både som aktuelle træk og som potentielle trusler, og de benyttes ofte i kombination med andre taktiske elementer.
En særlig form for dobbeltangreb er et afdækkertræk, som eventuelt samtidig kan være en afdækkerskak eller en dobbeltskak.
Et eksempel på en gaffel ses til højre, hvor hvids dronning (h5) truer både sorts bonde (e5) og konge (e8). Sort er tvunget til at parere skakken, enten ved at flytte kongen eller sætte en bonde imellem på g6. I begge tilfælde forbliver bonden på e5 udækket, og hvid har nu fri adgang til at erobre den.
En gaffel koster materiale for den, der udsættes for denne trussel, hvorfor det er meget vigtigt at opdage den i tide, så den kan forebygges eller afværges ved at 
- dække en af de truede brikker
- flytte en af brikkerne på forhånd
- forhindre den truende brik i at nå det felt, hvorfra gaflen kan gives
- kunne slå den truende brik, når den etablerer gaflen
- kunne svare med en endnu stærkere trussel

Er gaflen først en realitet, er de eneste mulige parader at slå den brik, som etablerer den, eller at opstille en anden trussel, som modstanderen er nødt til at forholde sig til, som f.eks at give skak. Endelig kan der af og til være mulighed for at benytte et andet taktisk element til at imødegå truslen, nemlig at foretage et mellemtræk. 
At den brik, der giver gaffel, meget ofte vil blive slået af modstanderen, benyttes naturligvis ofte som middel til at opnå en ønsket afbytning af brikker. 
Alle brikker kan etablere en gaffel: 
- en bonde kan give en gaffel på to brikker, der står i retningen skråt fremad til henholdsvis venstre og højre for den.
- tårnet på brikker på samme linje eller række,
- løberen på samme eller to forskellige diagonaler
- Dronningen på både linjer, rækker og diagonaler. På grund af dronningens store styrke vil den normalt kun kunne erobre en af de brikker, den har i gaffel, hvis denne brik er udækket.
- Kongen kan give gaffel på samme måde som dronningen, men kun inden for kongens begrænsede rækkevidde, der alene omfatter dens nabofelter. Kongegafler forekommer jævnligt i slutspillet men kræver naturligvis, at kongen ikke derved stiller sig i skak fra de truede brikker (hvilket vil være et ulovligt træk).
- Springeren er særlig velegnet til at etablere en gaffel, fordi den på grund af sin trækmåde kan gøre det uden selv at blive truet af en de brikker, som gaflen er rettet imod.

En gaffel er særlig effektiv, når den ene af de truede brikker er modstanderens konge, dvs. at der samtidig gives skak, fordi skakken skal afværges, så den anden brik ikke kan reddes. 
Udtrykket familieskak benyttes om en springergaffel, der mindst truer 3 andre brikker, især hvis den ene af disse er modstanderens konge. 
Nedenstående er et eksempel på en afgørende gaffel i et mesterskabsparti fra 2004. Efter hvids 33. træk var følgende stilling fremkommet: 
|   | a  | b  | c  | d  | e  | f  | g  | h  |   |
| 8 | a8 | b8 | c8 | d8 | e8 | f8 | g8 | h8 | 8 |
| 7 | a7 | b7 | c7 | d7 | e7 | f7 | g7 | h7 | 7 |
| 6 | a6 | b6 | c6 | d6 | e6 | f6 | g6 | h6 | 6 |
| 5 | a5 | b5 | c5 | d5 | e5 | f5 | g5 | h5 | 5 |
| 4 | a4 | b4 | c4 | d4 | e4 | f4 | g4 | h4 | 4 |
| 3 | a3 | b3 | c3 | d3 | e3 | f3 | g3 | h3 | 3 |
| 2 | a2 | b2 | c2 | d2 | e2 | f2 | g2 | h2 | 2 |
| 1 | a1 | b1 | c1 | d1 | e1 | f1 | g1 | h1 | 1 |
|   | a  | b  | c  | d  | e  | f  | g  | h  |   |

Efter 33...Sf2+ 34.Kg1 (eneste lovlige træk) 34...Sd3, opgav hvid. I slutstillingen giver den sorte springer en gaffel på hvids dronning og tårn, så hvid vil miste en kvalitet (et tårn mod at få springeren) efter at have flyttet dronningen. 
Disse træk er anført i algebraisk notation.